# پرچم پاناما
پرچم پاناما توسط ماریا اوسه د آمادور طراحی شد و به‌طور رسمی در ۲۵ مارس ۱۹۲۵ به تصویب رسید. برای این پرچم در ۴ نوامبر جشن گرفته می‌شود، یک روز پس از استقلال از کلمبیا.
اولین پرچم پیشنهادی در سال ۱۸۲۳ متشکل از ۷ نوار افقی قرمز و زرد است که یک ستاره پنج‌پرآبی و دو خورشید داشت که توسط یک نوار به یکدیگر متصل می‌شدند (نوار نماد کانال پاناما بود) اما این پرچم به تصویب رهبر پاناما نرسید.
ستارگان و ربع‌ها نماد حزب‌های سیاسی پاناما هستند و رنگ سفید نماد صلح و آبی نماد محافظه‌کاری و قرمز نماد لیبرالیسم است.